# Drosophila insularis
Drosophila insularis este o specie de muște din genul Drosophila, familia Drosophilidae, descrisă de Theodosius Grigorievich Dobzhansky în anul 1957. Conform Catalogue of Life specia Drosophila insularis nu are subspecii cunoscute.